# カウフボイレン

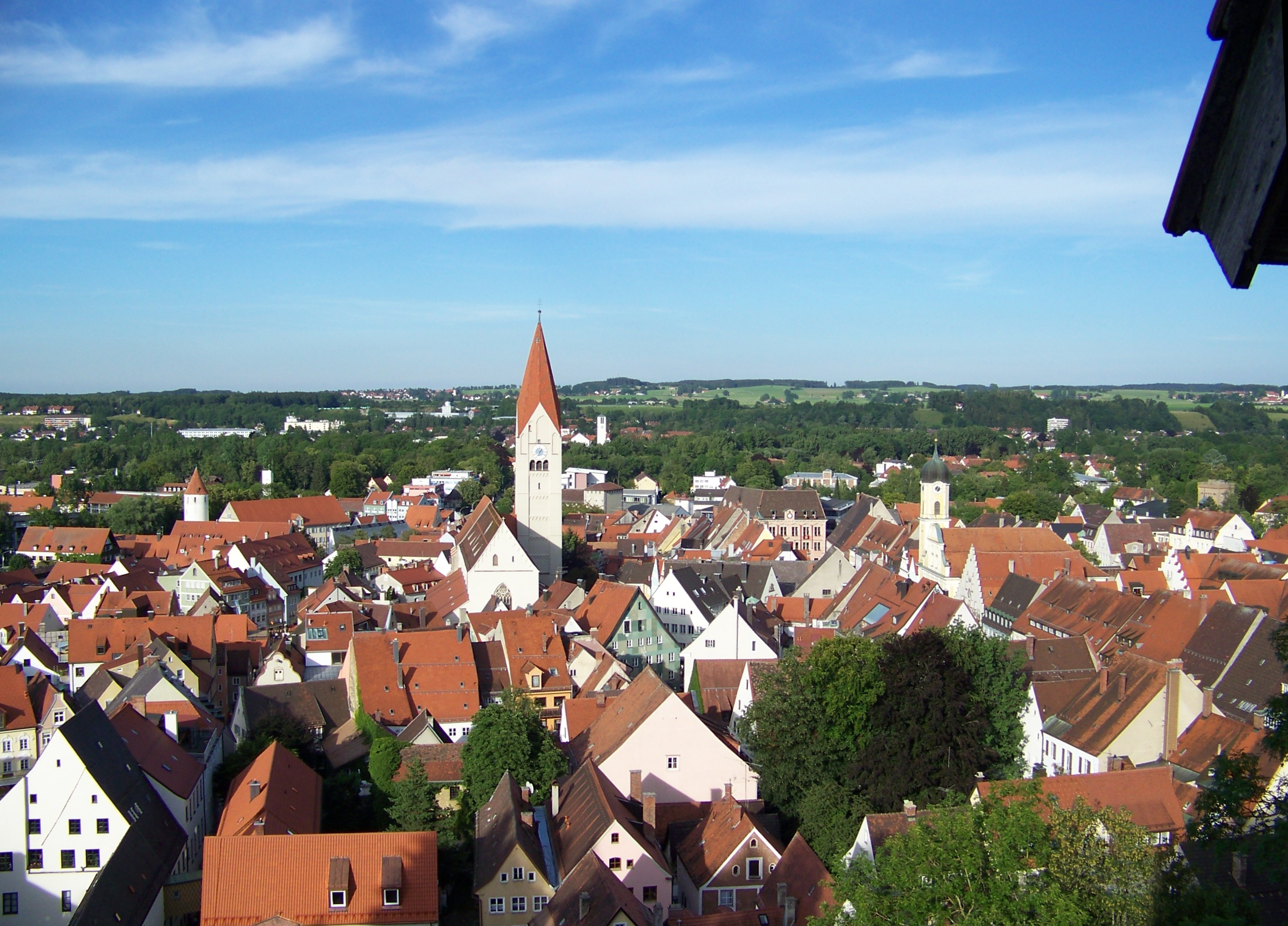
カウフボイレン旧市街

カウフボイレン (ドイツ語: Kaufbeuren, ドイツ語発音: [ka‿ufˈbɔ‿yrən] ( 音声ファイル)、アレマン語: Kaufbeire) は、ドイツ連邦共和国バイエルン州シュヴァーベン行政管区に属す郡独立市である。この都市はオストアルゴイ郡に完全に囲まれている。

## 地理
カウフボイレンはアルゴイ地方東部のヴェルタハ川沿いに位置する。

### 市区
- カウフボイレン（旧市街）
- ヒルシュツェル
- ケムナート（クラインケムナート、グロースケムナート）
- ノイガブロンツ
- オーバーガブロンツ

## 歴史

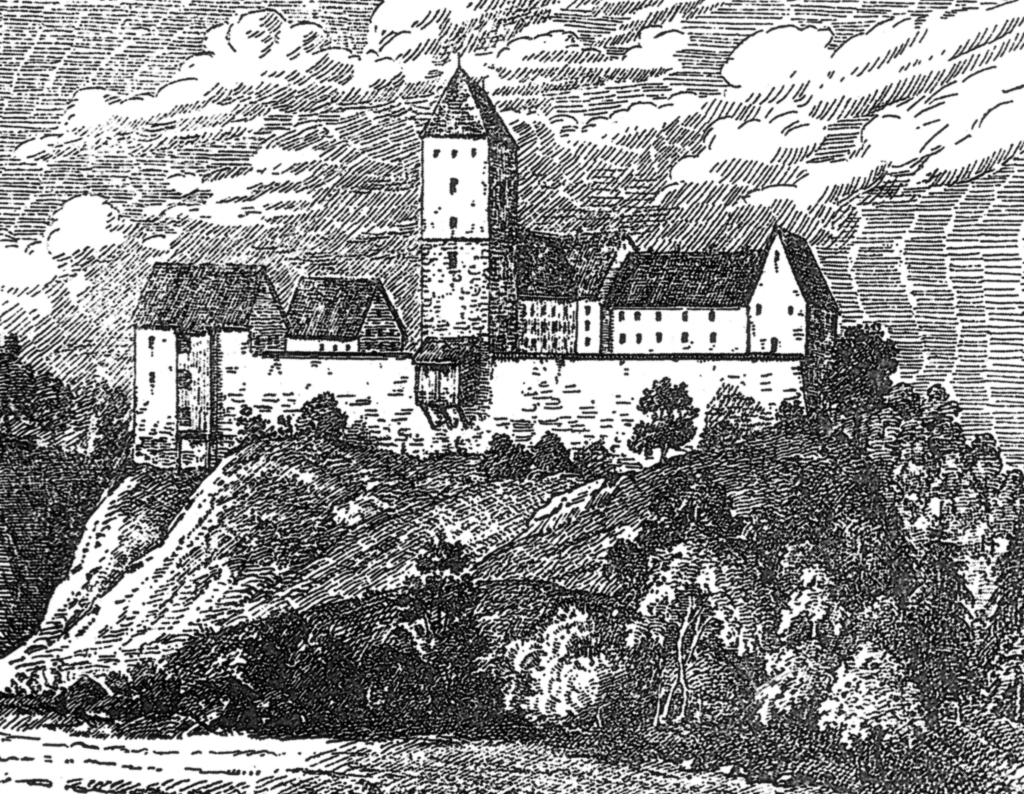
カウフボイレン（ケムナート）の城（1802年）

カウフボイレンは740年頃に、初めはバイエルン族との国境に近い行政拠点および軍事上の背後拠点として、フランク朝の王領に建設された。ヴェルフェン家の遺領を継いだボイレン家は11世紀末にこの地を本拠地に定めた。最初の文献上の記録は1126年になされている。12世紀末にシュタウフェン家の下で都市に昇格した。1286年2月3日にルドルフ1世により帝国自由都市特権を与えられて以降、1803年までこの地位にあった。カウフボイレンは1377年にテック公フリードリヒに、1388年にバイエルン公に包囲されたが陥落しなかった。この街は1802年にバイエルン領となった。
1939年から、カウフボイレン北東の森にダイナマイト・ノーベルAG（旧アルフレート・ノーベル & Co.）が建設され、弾薬などでドイツの戦時経済を支えた。マウアーシュテッテンのシュタインホルツ地区にダッハウ強制収容所の外部収容所として設けられたリーダーローエ収容所の収容者がこの工場で強制労働に従事した。第二次世界大戦後、ズデーテン地方のガブロンツ・アン・デア・ナイセからの移住者によって、現在のノイ・ガブロンツ地区が創設された。
1944年5月から1945年4月までの間、旧綿糸紡績工場跡地にダッハウ収容所の外部施設としてアルラハ強制収容所が設けられていた。ここには300人から600人が収容され、BMWで軍需品製造の強制労働に従事した。
現在の行政管区立精神・神経病院は、ナチス専制時代にはファーレンティン・ファルトルハウザーの管理下に約2000人の精神病患者が集められていた。彼らは、安楽死による殺害活動「T4作戦」により、ハダマール、グラーフェネック、ハルトハイムの絶滅収容所に輸送された。これらの犠牲者を偲んで1989年に修道院教会の裏に記念碑が建立された。

## 住民

### 人口構成
年齢別の人口構成は以下の通りである。
| 15 歳未満 | 15.4% |
| 15–18 歳  | 3.3%  |
| 18–25 歳  | 7.9%  |
| 25–35 歳  | 12.2% |
| 35–60 歳  | 33.6% |
| 60 歳以上 | 27.5% |

東欧からの遅れてきた移住者は約12%と比較的多い。ズデーテン地方からのドイツ系ズデーテン人とならんでドイツ系ロシア人もカウフボイレンに根付いている。外国人全体では人口の20%以上を占めている。

### 宗教
カウフボイレン住民は現在、ローマ・カトリック教会に属すものが多い。だが、宗教改革の時代、カウフボイレンはプロテスタントの帝国自由都市であった。かなりの数のプロテスタント信者がいることに、その痕跡を見ることができる。
これらに加えて、自由教会やキリスト教系新宗教も存在している。キリスト再臨派、復古カトリック教会、福音派自由教会、自由福音派教会、ロシア語話者のためのバプテスト教会、末日聖徒イエス・キリスト教会などである。
イスラム教少数派のトルコ人やクルド人は、カウフボイレンのスンニ派のモスクを訪れている。
カウフボイレンの旧市街にはクレセンティア修道院（フランシスコ会）がある。

## 行政

### 市議会

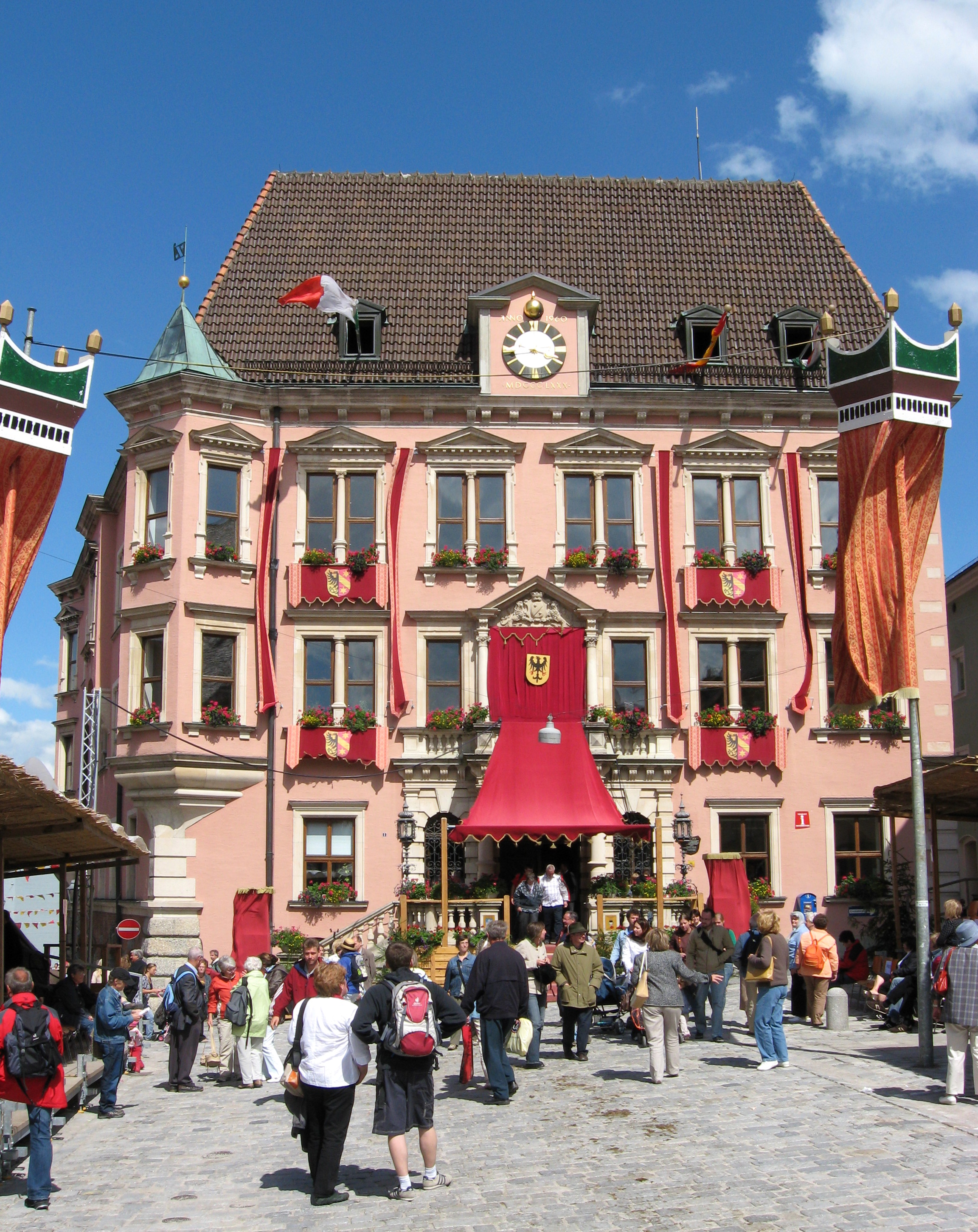
カウフボイレン市庁舎

市議会は40議席からなる。これは人口30,001人から50,000人の都市の市議会議員の定数である。2020年3月15日の選挙結果に基づく政党別議席数は以下の通りである。
| 政党・政治団体             | 議席数 |
| -------------------------- | ------ |
| CSU                        | 13     |
| SPD                        | 3      |
| B90/G                      | 7      |
| FDP                        | 1      |
| Die Linke                  | 1      |
| AfD                        | 1      |
| Freie Wähler Bayern        | 6      |
| Kaufbeurer Initiative e.V. | 4      |
| Generation KF              | 4      |

### 姉妹都市・庇護協力関係
- フェラーラ（イタリア、エミリア＝ロマーニャ州）1991年
- ソンバトヘイ（ハンガリー、ヴァシュ県）1992年
- カウフボイレン市はドイツ都市会議の提案に基づき、1954年にガブロンツ・アン・デア・ナイセ（現 ヤブロネツ・ナド・ニソウ）への庇護協力を引き受けた。1981年には周辺の郡全域を対象とするよう拡大した。2004年以降カウフボイレンは「ドイツ人追放反対センター」財団に参加している。

## 文化と見所

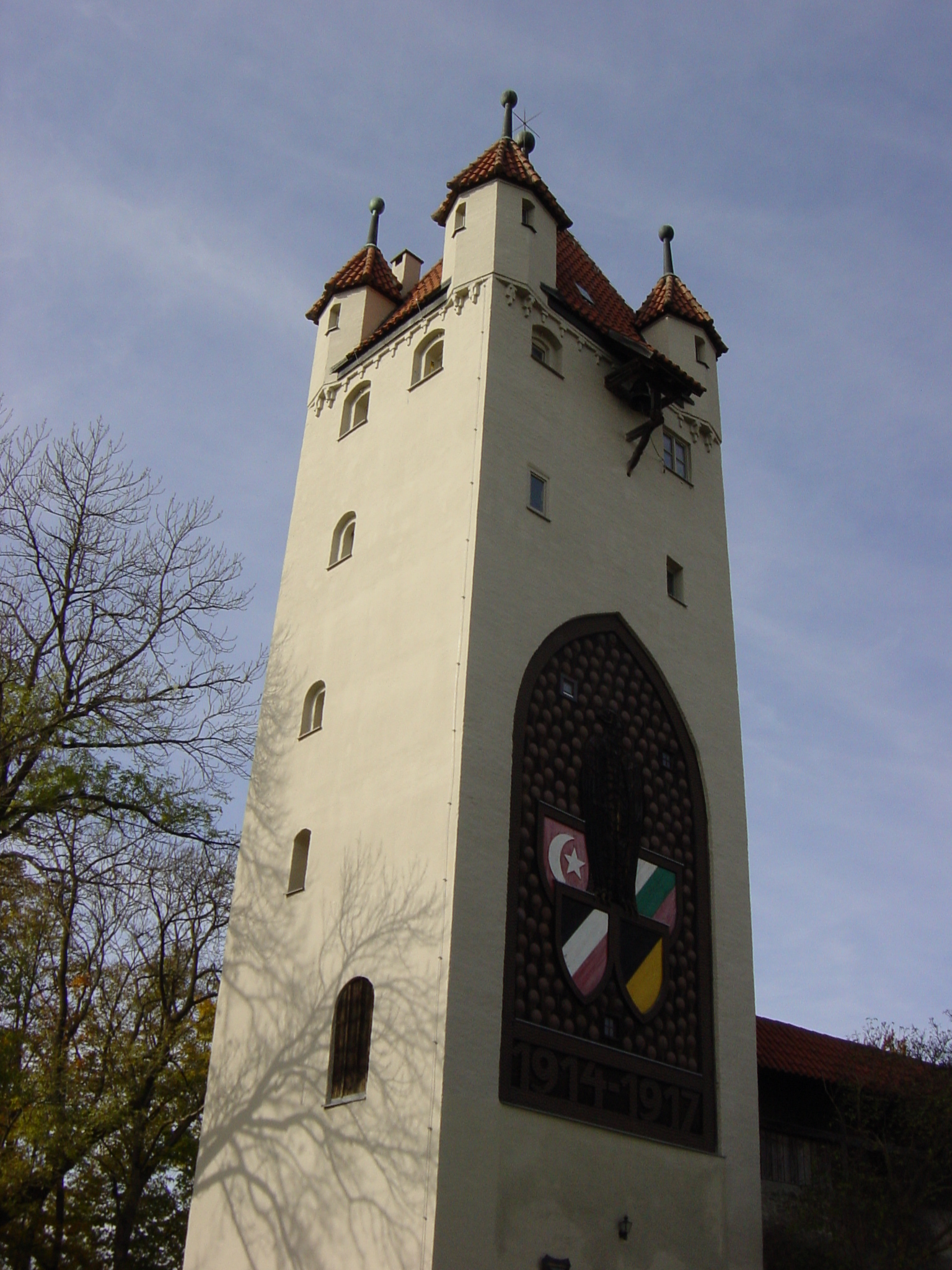
フュンフクノプフ塔

カウフボイレンには多くの、特に歴史的な古い見所がある。ゲオルク・フォン・ハウバーリッサーの設計に基づき1879年から1881年にかけて建設された市庁舎がその一つである。1150年に創設されたカウフボイレン修道院（別名: クレセンティア修道院）は聖人マリア・クレセンティア・ヘス（農場の聖アンナ）で有名である。また、多くの見所の中でも
- フュンフクノプフ塔（五つ玉の塔）- 市街地に面した側には巨大な盾型レリーフが掲げられている。これは1917年に設けられたもので、ドイツと同盟国の国旗をあしらっている。
- ヘクセン塔（魔女塔）
- ゲルバー塔（革なめし職人の塔）
- プルファー塔（火薬塔）
- ミュンツ塔（コイン塔）
- ジヴォレン塔（丸形の塔）
- ツォルホイスヒェン（税関小屋）

といった建物は、旧市壁と一体化して造られており、市壁の歩哨路沿いに見て回ることもできる。カウフボイレン市立劇場や芸術の家は訪れるべき文化スポットである。

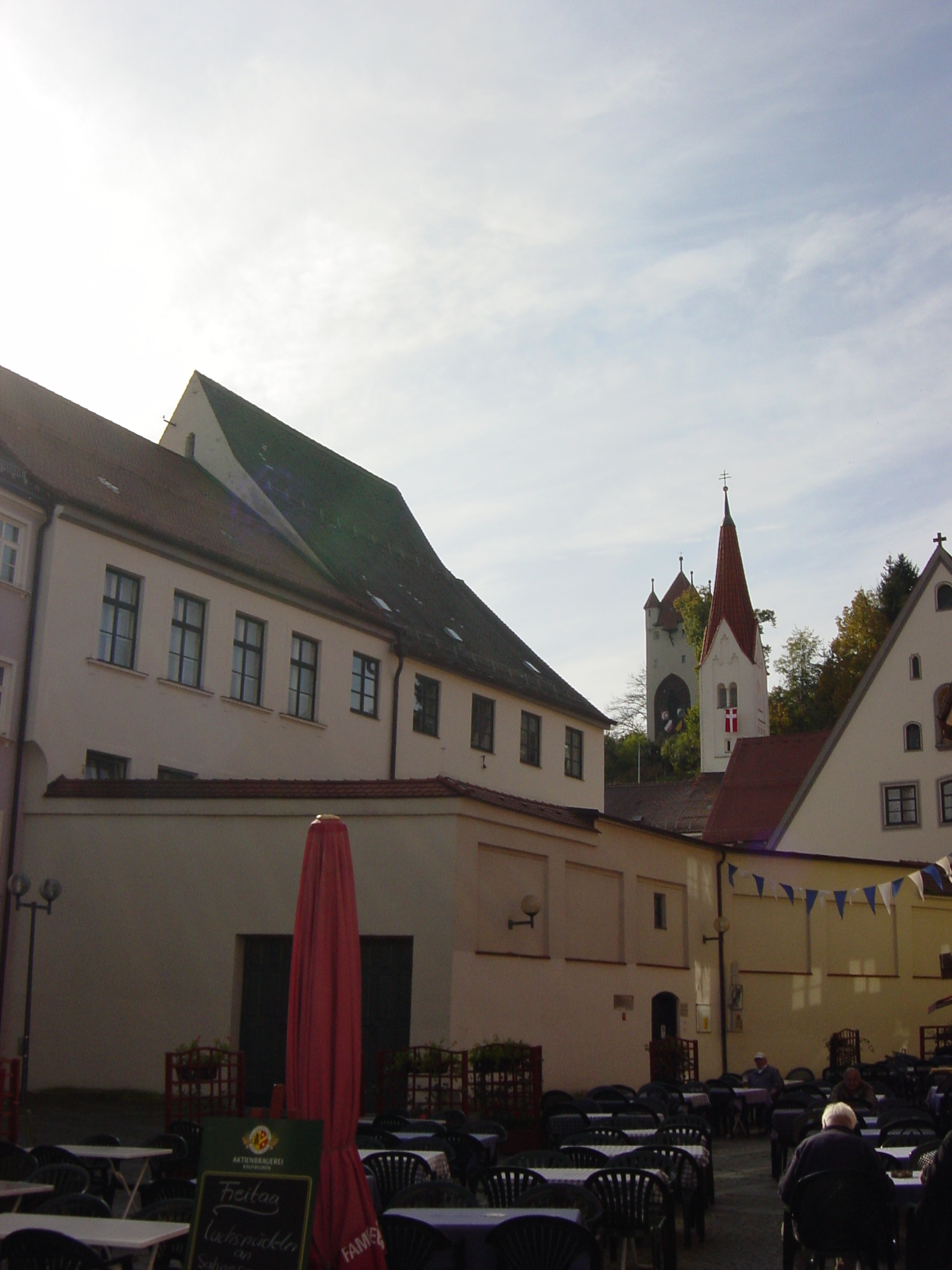
カウフボイレン修道院
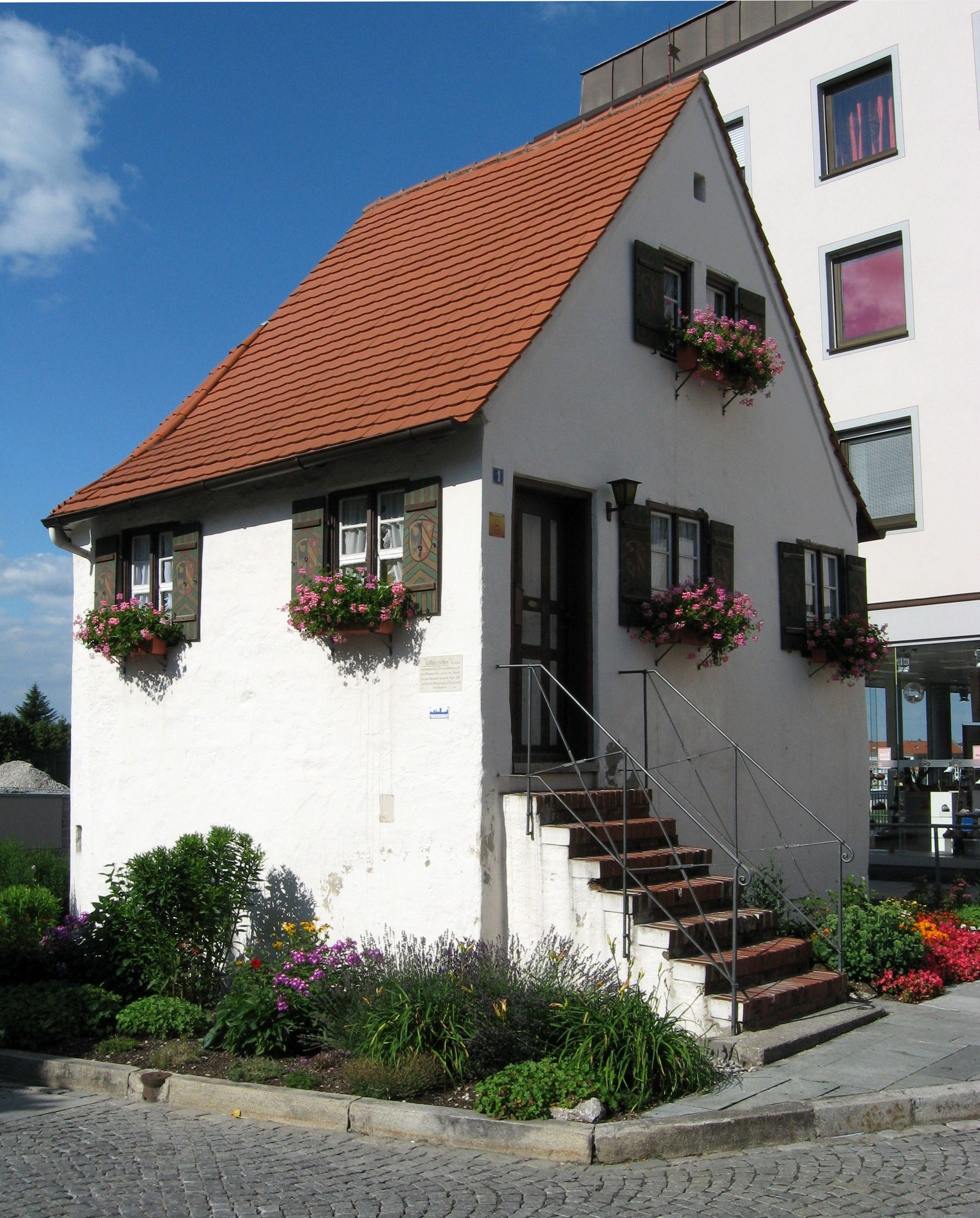
税関小屋
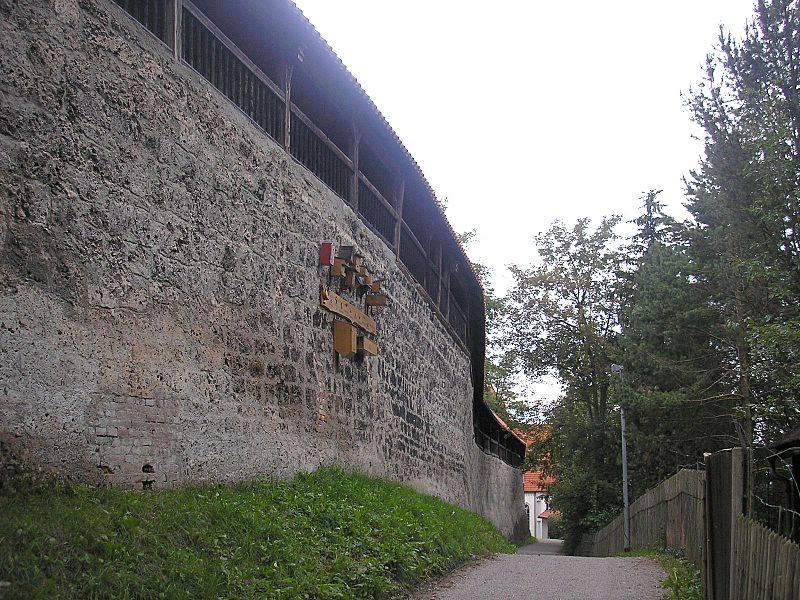
カウフボイレンの市壁の内側

### 教会

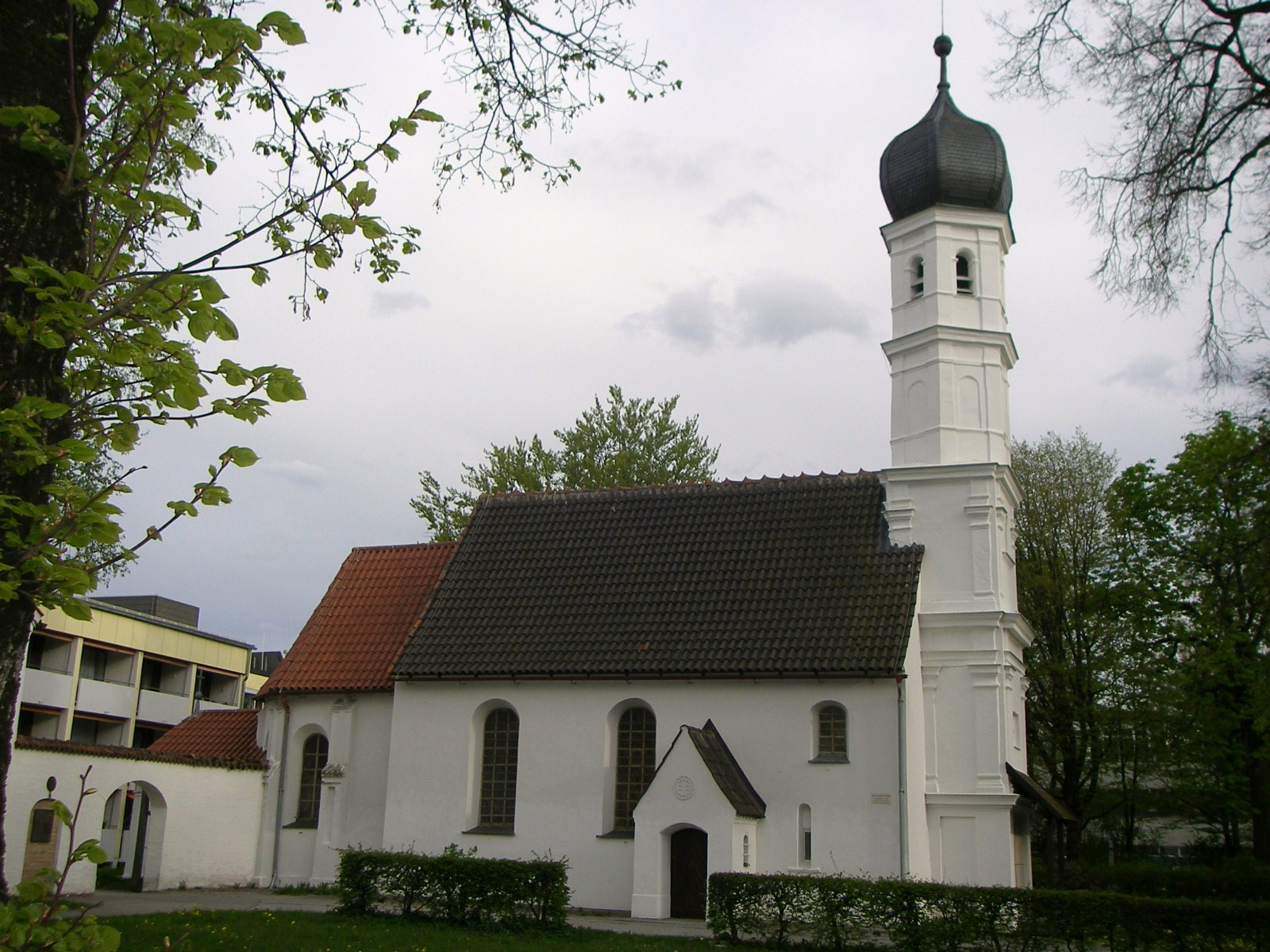
聖ドミニクス教会

- 聖ドミニクス教会はカウフボイレンで最も古い教会である。1182年に建造された後、ゴシック様式に改築され、さらにバロック様式に改造された[5]。
- ローマ・カトリックの聖ブラジウス教会
- ローマ・カトリックの聖マルティン都市教区教会の歴史は13世紀の先代の建物に遡る。1438年から1443年にゴシック様式に改築された[6]。
- プロテスタントの聖三位一体教会の歴史は1504年に皇帝マクシミリアンが設けた営舎に遡る。これが1604年に教会に改築された[7]。

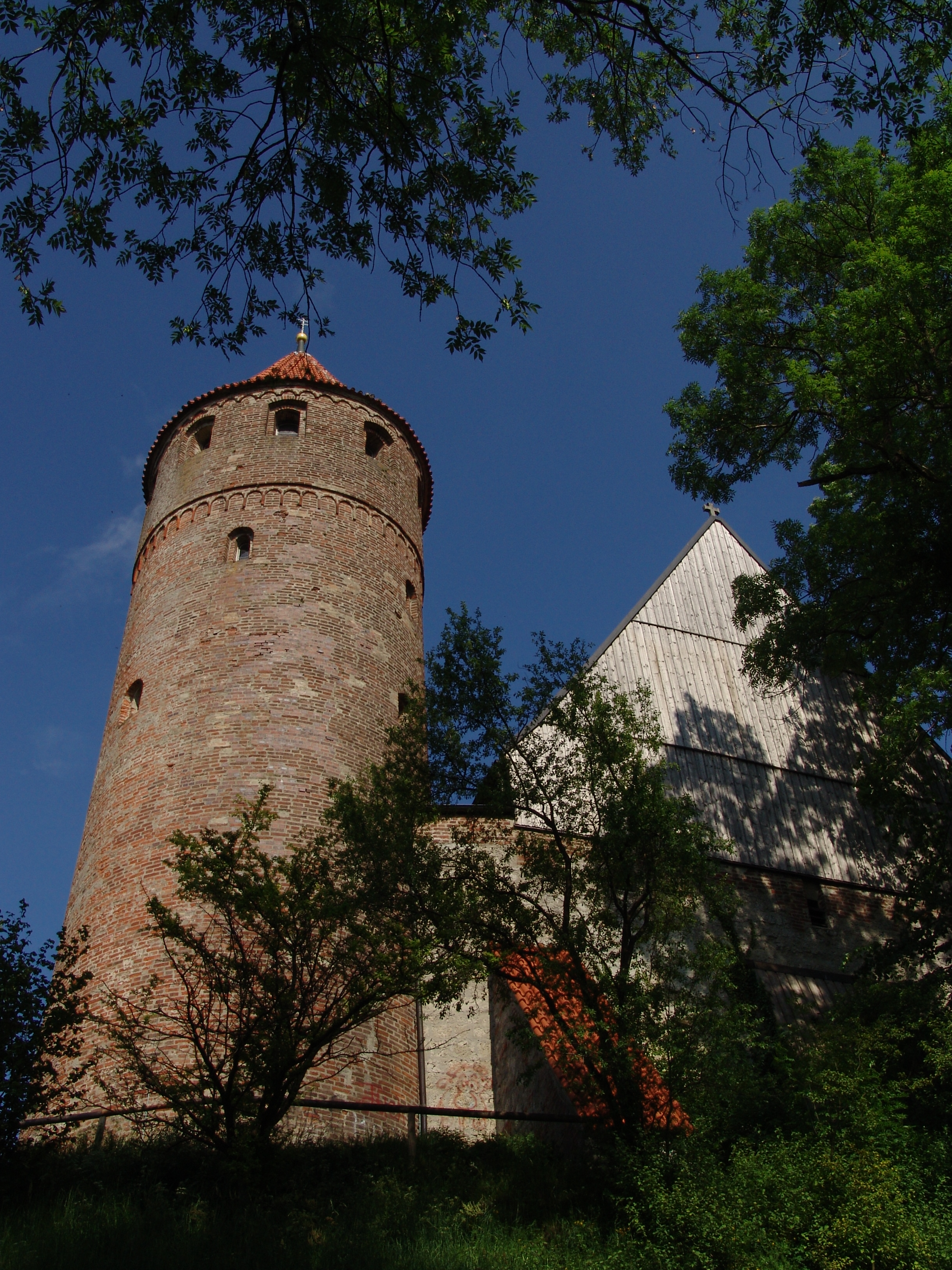
聖ブラジウス教会
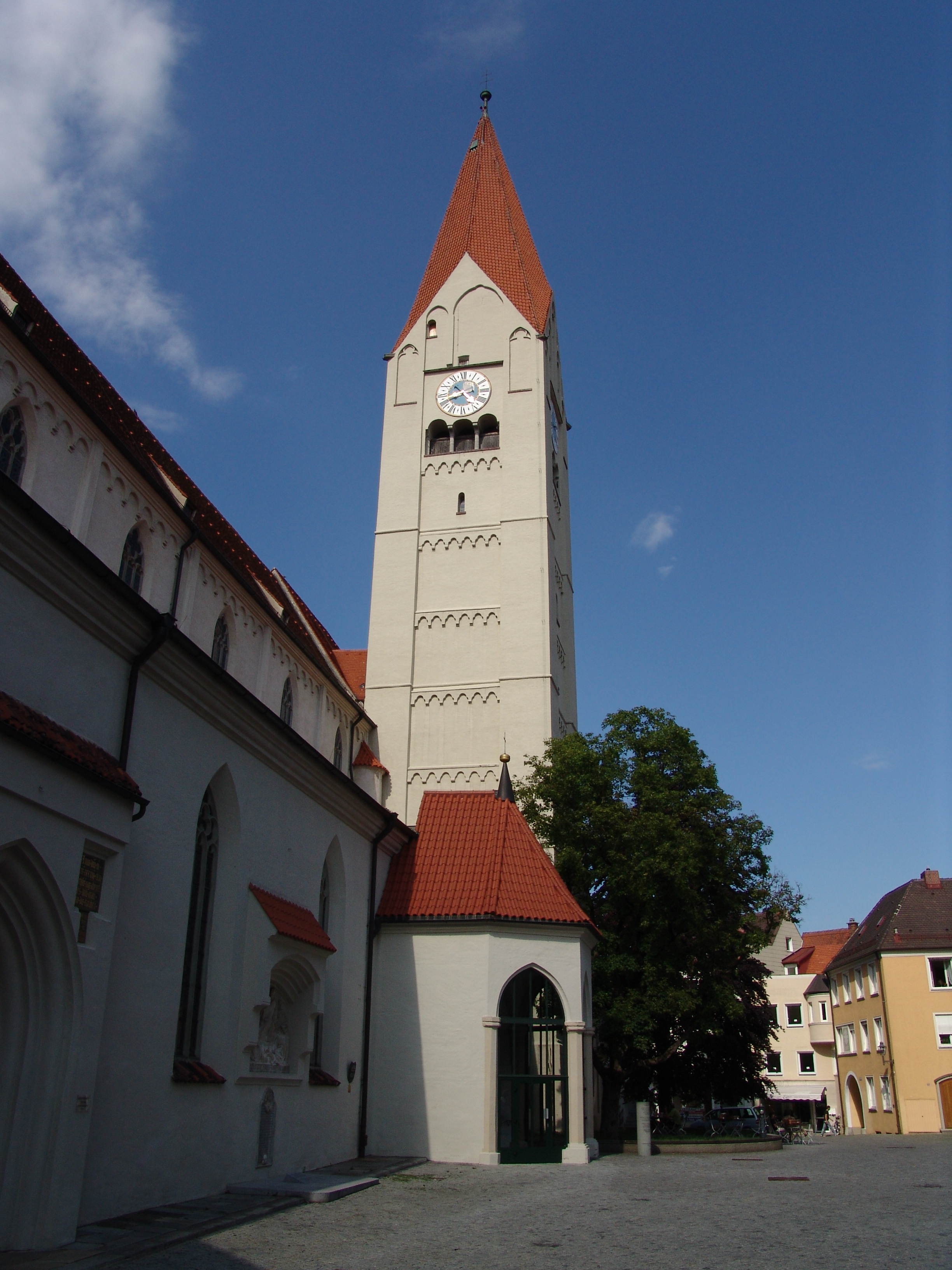
聖マルティン教会
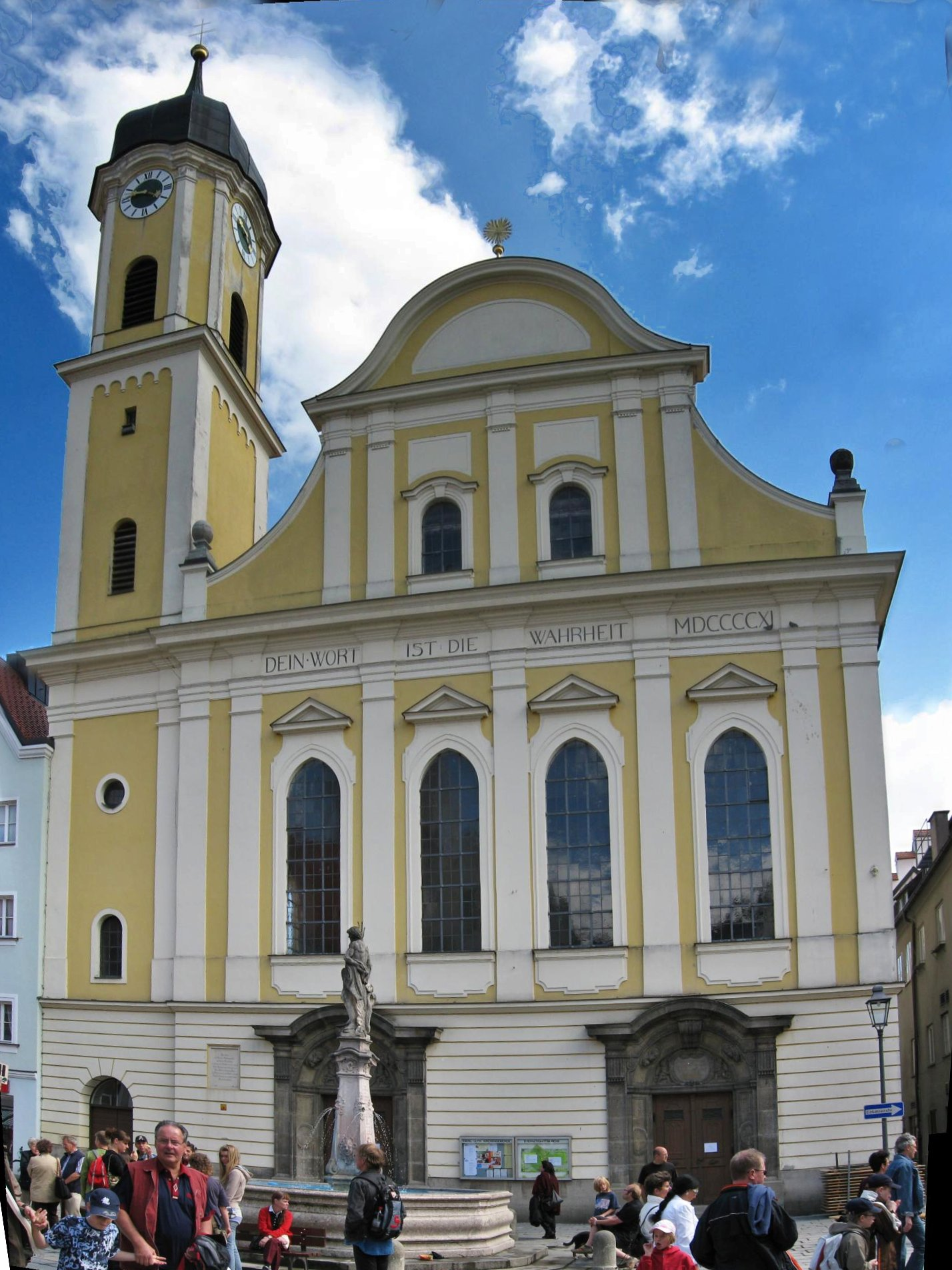
聖三位一体教会

### 博物館、美術館
- 市立博物館
- 消防博物館
- 人形劇場博物館
- ノイガブロンツ・イゼール山地博物館
- カウフボイレン芸術の家
- ガブロンツの産業の体験展示会[8]

### ネプチューンの泉

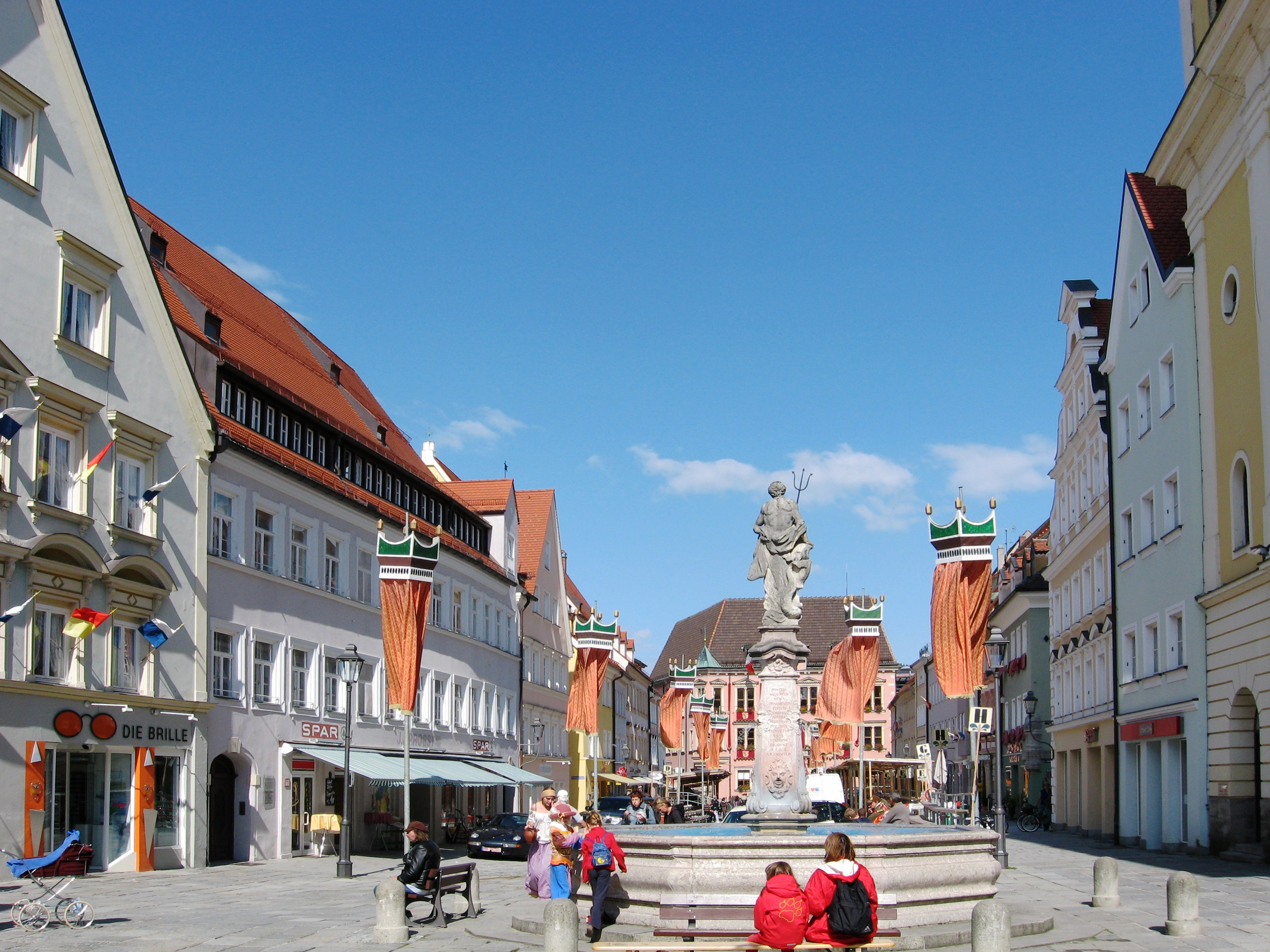
ネプチューンの泉

カウフボイレンの都市活動の中心であるカイザー＝マックス通りの真ん中に1753年に建てられたネプチューンの泉がある。特にテンツェルフェスト（ダンス祭）の時期にはカイザー＝マックス通りは、ほとんど中世のトーナメント場を思わせるような美しい通りに変貌する。

### 世界最大の実物のアドヴェンツクランツ
カウフボイレンのアドヴェンツクランツ（待降節の飾り、アドヴェント・リース）は直径が 8m ある。カウフボイレンの主張によれば、モミの枝で作られた実物のアドヴェンツクランツとしては世界最大のものである。アドヴェントの初日から主の公現の祝日（東方三博士が来訪したとされる日で、1月6日）まで、カウフボイレンのネプチューンの泉に飾られる。このクランツの蜜蝋製のロウソクの高さは約150cm、重さは約150kgある。クランツは布製のリボンでネプチューンの三叉の矛に掛けられる。アドヴェント初日にプロテスタントの牧師とカトリックの主任司祭の祝福とともに最初のロウソクに火がともされる。プロテスタント信者らは夕方になるとアドヴェンツクランツで歌を歌い、歴史を語り、甘い菓子を配る。これは「Betthupferl」（ベット・フプフェルル、寝る前につまむちょっとした菓子や寝酒を意味する）と呼ばれる。

### スポーツ
カウフボイレンはアイスホッケークラブの ESVカウフボイレンで知られている。このクラブは1994年のドイツ・アイスホッケー・リーガの創設メンバーであった。
サッカークラブの SpVggカウフボイレンは、フランツ・ロート、カール・ボルッタ、ペーター・クプファーシュミットといった有名選手を輩出している。このクラブは2009年に100年祭を祝った。この他に、FSGカウフボイレンやアルト・シュッツェン・カウフボイレンといったクラブがある。

### 余暇
- ヨルダン・バーデパルク: イギリス式庭園のヨルダン・パーク内に位置し、屋外・屋内プールがある。
- ノイガブロンツ屋外プール
- コロナ＝キノプレックス: シネマコンプレックス

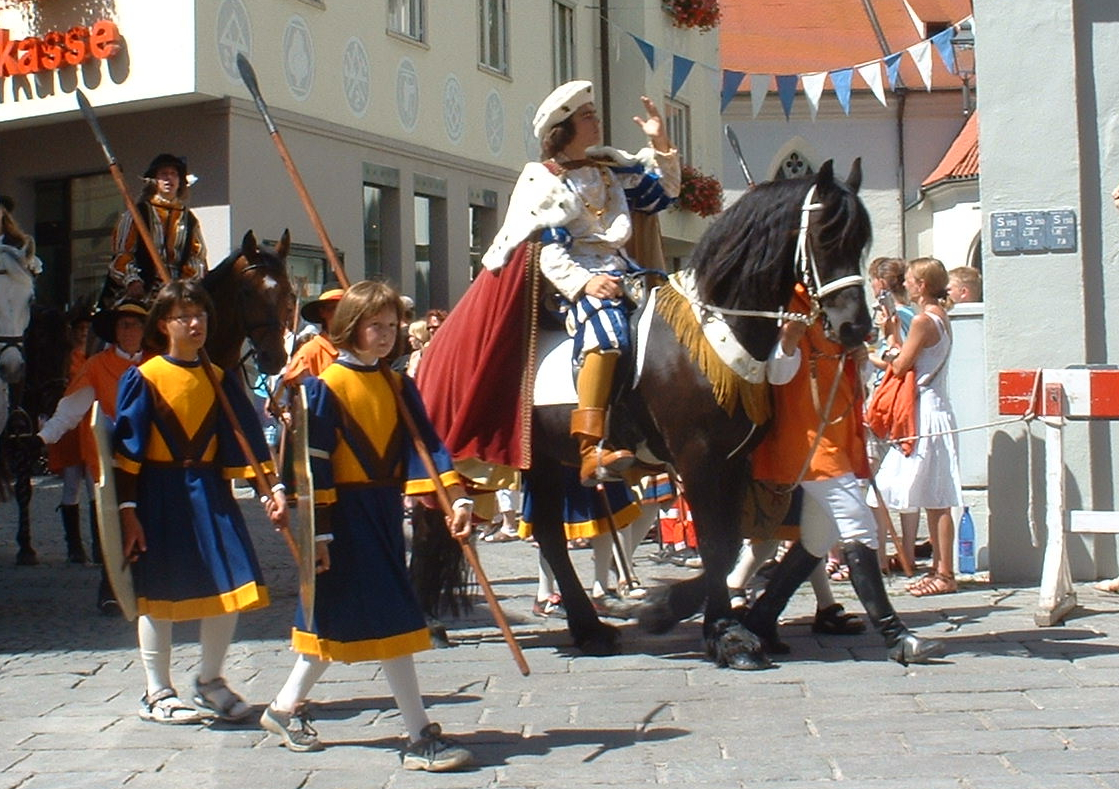
テンツェルフェストのパレードでマクシミリアン1世を演じる出演者

- オール・カート: 屋内カート場

### 年中行事
テンツェルフェストは毎年夏休み前の7月に開催される。これはバイエルンで最も古い子供祭である。伝統的な古代、中世、近世初期の衣装を身につけてのパレードやステージが開催されるが、これは15世紀に皇帝マクシミリアン1世が来訪したことを記念したものである。

## 経済と社会資本

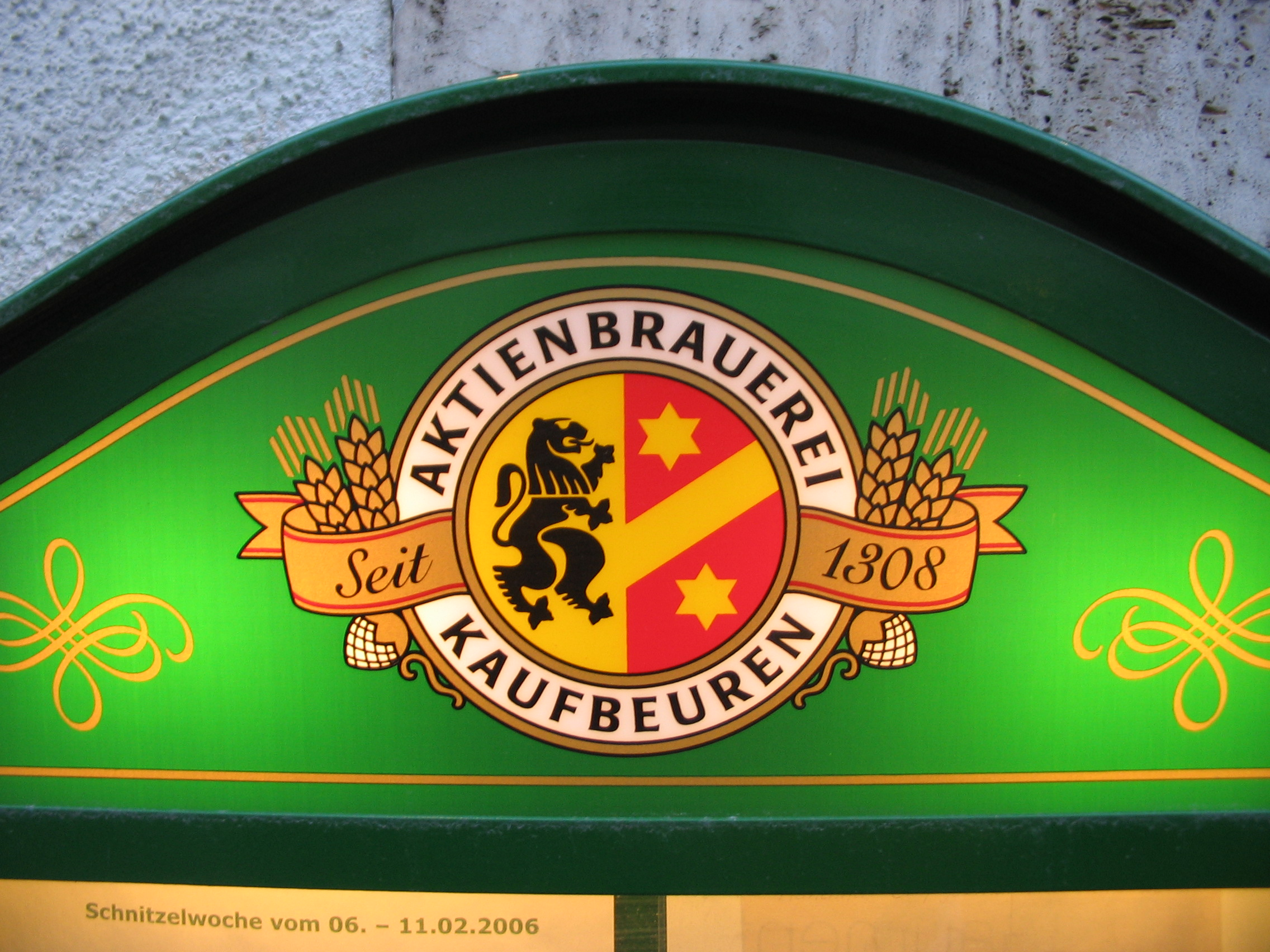
アクティエンブラウエライのロゴ

繊維手工業、繊維売買が発展した後、クリストフ・フリードリヒ・ハインツェルマンと地元商人の家族らは1939年に紡績・織布工場モムを創設した（2005年に倒産）。この他に伝統的なビール醸造業もカウフボイレンの経済的ファクターの一つである。最盛時には16あったブルワリーのうちアクティエンブラウエライだけが現在も存続している。1933年から1935年に建設され、冷戦終結まで存続していたオーバーボイレン地区の空軍基地も重要な経済因子の一つであった。1980年代以降、この施設は空軍の訓練センターとして利用されている。オリンピアに買収されたかつての印刷機メーカー、アルピナ社に関連して、1970年代から1980年代にオートメーション技術、計測技術、制御技術に関わる中小企業主体の電子技術産業が発展した。2013年にはミュンヘンの油圧機器メーカー、ハーヴェ社（HAWE Hydraulik SE）が郊外工業地区に新工場の建設を始め、翌2014年に稼働開始となっている。この他の大口雇用主には、建築業のドブラー社 (Dobler)、電子機器メーカーのSTW社 (Sensor-Technik Wiedemann）、メミンゲンに本社を置く製紙メーカーであるハンス・コルプ段ボール社 (Hans Kolb Wellpappe)、公共サービスなどがある。また上記のズデーテン地方からの移住者には金属工芸やボヘミアガラスの職人が多く含まれていたため、ノイ・ガブロンツ地区にはアクセサリー製造関連の工房が約100か所あり、一般の見学も受け入れている。

### 交通

#### 道路交通
カウフボイレンには2つの連邦道が通っている。B12号線はカウフボイレンに直接接続し、B16号線はカウフボイレンを通過している。最寄りのアウトバーンはA96号線で、カウフボイレンの北約15kmを走っている。アクセスには拡幅されたB12号線を利用する。チロル州のロイテに通じるA7号線（フレンスブルク - フュッセン）へは、車で30分ほどの距離である。まず、B16号線でマルクトオーバードルフへ至り、ここから州道2008号線でネッセルヴァング・インターチェンジを利用する。

#### 鉄道交通
カウフボイレンはアルゴイ鉄道沿線のミュンヘンとリンダウとの間に位置している。この路線は電化されていない。
カウフボイレンに停車するのはドイツ鉄道およびバイエルン近郊鉄道（BRB）が運行する近郊列車で、レギオナルエキスプレス（快速列車）とレギオナルバーン（普通列車）である。ミュンヘンやアウクスブルクの拡大市場範囲という位置にあることから多くの通勤者がいる。ミュンヘン中央駅・カウフボイレン駅間は、直通列車で約1時間を要する。
ドイツ鉄道の廃止されたインターレギオ（急行列車）の代替として、ミュンヘン・オベルストドルフおよびミュンヘン・リンダウ間で運行されているアリファ＝レンダーバーン＝エクスプレス（略して「アレックス」と呼ばれる）南部線がカウフボイレンに停車していたが、この列車は2020年一杯をもって休止となった。
1927年までカウフボイレンでアルゴイ鉄道から分岐してショーンガウに至る支線カウフボイレン・ショーンガウ線があった。この路線は廃止され、一部が自転車道として利用されている。
カウフボイレン駅は旧市街の南東約750メートルに位置している。1854年開業当時の駅舎は1978年に取り壊され、1979年に現駅舎が完成した。その後2013年10月、ドイツ鉄道は財政面での理由により、三代目駅舎への建て替え計画を無期限延期すると公表している。

#### 地域交通
カウフボイレン市内と近郊自治体を結ぶ路線バスは、カウフボイレンに本社を置くキルヒヴァイタール交通社によって運営されている。同社はオストアルゴイ交通連合 (OVG) に加盟するバス事業者のうちのひとつである。カウフボイレン旧市街城壁の北側に隣接する広場であるプレーラー (Plärrer) にバスターミナルがあり、各路線の発着および経由ポイントとなっている。早朝や深夜の閑散時間帯、また週末・祝日には、多くの路線で乗合タクシーがバスを代行しており、事前の電話申し込みが必要である。

#### 航空交通
カウフボイレン南方の高台には1935年に空軍の教育機関として開設された軍用飛行場が存在し、敷地の一部は隣の自治体であるルデラーツホーフェンにも広がっている。ここには現在も空軍が駐留し技術教育施設として運用している。空軍が滑走路を使うのは緊急時に限られているため、普段は地元のスポーツ飛行クラブや警察航空隊によって利用されている。

### メディア
アルゴイアー・ツァイトゥングは、カウフボイレン地方版を作成している。ラジオ・オストアルゴイを対象エリアとするローカル番組を提供している。

### 教育

#### 基礎課程・本課程学校
- アーダルベルト・シュティフター国民学校（基礎課程学校）
- ベートーヴェン国民学校（基礎課程・本課程学校）
- グスタフ・ロイテルト国民学校（基礎課程・本課程学校）
- イェルク・レーデラー国民学校（本課程学校）
- 国民学校ヒルシュツェル（基礎課程学校）
- 国民学校オーバーボイレン（基礎課程・本課程学校）
- コンラーディン国民学校（基礎課程学校）
- シュラーダー国民学校（基礎課程・本課程学校）

#### 養護学校
- ヨーゼフ・ランデス・シューレ
- ルートヴィヒ・ラインハルト・シューレ

#### 上級学校
- ゾフィー・ラ・ロシュ実科学校
- マエリエン女子実科学校
- ヤーコプ・ブルッカー・ギムナジウム
- マリエン女子ギムナジウム
- 州立専門上級学校 (FOS)
- 州立職業上級学校 (BOS)
- 私立経済学校フレンツェルe.V.

#### 職業学校、職業専門学校
- 州立職業学校（経済および経営、電子技術、木材加工技術、金属加工技術、色彩技術）
- 州立家政職業専門学校
- 州立幼児保育職業専門学校
- 州立ガラスと装飾の職業専門学校
- 看護職業専門学校
- シュヴァーベン行政管区立病院の看護職業専門学校
- 老人介護専門学校
- 州立農業経済技術学校

#### その他の学校
- バイエルン行政司法大学校
- 市民大学
- 州立歌唱・音楽学校
- 空軍技術教育センター南部支所

### 官庁
- カウフボイレン職業安定所
- カウフボイレン税務署
- カウフボイレン農業局
- カウフボイレン警察監査部・刑事警察
- 空軍技術学校
- 技術救援機関
- ケンプテン州立建設局
- カウフボイレン区裁判所

## 人物

### 出身者

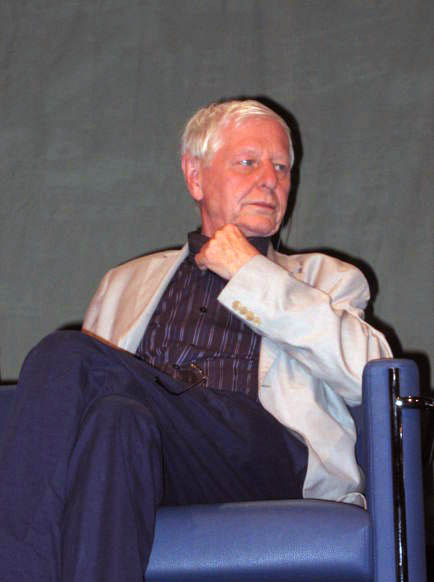
ハンス・マグヌス・エンツェンスベルガー

- ダニエル・ホプファー（1470年頃 - 1536年）銅版画家、木彫家
- フィクトーリン・シュトリゲル（1524年 - 1569年）ルター派神学者
- マリア・クレセンティア・ヘス（1682年 - 1744年）聖女
- ゾフィー・フォン・ラ・ロシュ（1730年 - 1807年）作家
- ルートヴィヒ・ガングホーファー（1855年 - 1920年）作家
- ルドルフ・レスラー（1897年 - 1958年）演劇評論家、第二次世界大戦時にソ連のスパイを務めた。
- ハンス・リープヘル（1915年 - 1993年）企業家、建設機械メーカーリープヘルの創業者である。
- ハンス・マグヌス・エンツェンスベルガー（1929年 - ）作家、詩人、翻訳家、文芸評論家
- ヴァルター・リースター（1943年 - ）政治家、労働・社会問題大臣を務めた。
- ディーター・ヘーゲン（1962年 - ）アイスホッケー選手
- シュテファン・ウストルフ（1974年 - ）アイスホッケー選手
- アレクサンダー・ズルツァー（1984年 - ）アイスホッケー選手

### ゆかりの人物
- マリア・アンナ・テークラ・モーツァルト（1758年 - 1841年）モーツァルトの従姉妹。娘と郵便局長を務めた娘婿のフランツ・ヨーゼフ・シュトライテルとともに1812年から1814年までカウフボイレンで暮らした。
- ヤーコプ・ブルッカー（1969年 - ）哲学史家。1724年からカウフボイレンの牧師兼ラテン語学校校長を務めた。

## 引用
1. ↑  https://www.statistikdaten.bayern.de/genesis/online?operation=result&code=12411-003r&leerzeilen=false&language=de Genesis-Online-Datenbank des Bayerischen Landesamtes für Statistik Tabelle 12411-003r Fortschreibung des Bevölkerungsstandes: Gemeinden, Stichtag (Einwohnerzahlen auf Grundlage des Zensus 2011)
2. ↑  Max Mangold, ed (2005). Duden, Aussprachewörterbuch (6 ed.). Dudenverl. p. 458. ISBN 978-3-411-04066-7
3. ↑  Gedenkstätten für die Opfer des Nationalsozialismus. Eine Dokumentation, Band 1. Bundeszentrale für politische Bildung, Bonn 1995, ISBN 3-89331-208-0, p. 152f.
4. ↑  “Wahl des Stadtrats - Kommunalwahlen 2020 in der Stadt Kaufbeuren - Gesamtergebnis”. 2021年4月11日閲覧。
5. ↑  www.kuenstlernische.de
6. ↑  www.st-martin-kaufbeuren.de
7. ↑  www.e-kirche.de/dreifaltigkeitskirche-kaufbeuren
8. ↑  カウフボイレン市
9. ↑  カウフボイレン飛行場

### テレビ
- 絵本「ドイツ」 — カウフボイレン、バイエルン放送、初回放送日: 2008年4月6日